# Alternanthera flavogrisea
Espèce
Classification APG III (2009)
Alternanthera flavogrisea est une espèce de plante herbacée de la famille des Chenopodiaceae, ou des Amaranthaceae, selon la classification envisagée.

## Description morphologique
C'est une plante qui atteint 40 cm de hauteur. Ses feuilles lancéolées mesurent 5 cm de long sur 1,5 cm de large. Elle donne des fleurs vertes et blanches.

## Systématique
Cette espèce a été décrite pour la première fois par Ignaz Urban en 1899, sous le nom Telanthera flavogrisea. En 1907, le même auteur la rebaptisa Alternanthera flavogrisea.